# Jean-Vital Alexandre
Jean-Vital Alexandre, né le 10 décembre 1868 à Chassepierre et mort à Tellancourt en Meurthe-et-Moselle, le 25 août 1914, est un prêtre catholique belge, curé de Mussy-la-Ville, qui est exécuté par les Allemands lors de la Première Guerre mondiale.

## Éléments biographiques
Jean-Vital Alexandre est né à Chassepierre, le 10 décembre 1868 d'Adolphe Alexandre, tisserand, et de Sidonie Bosquet. Jean-vital y poursuit sa scolarité à l'école communale puis à l'école libre. De bonne heure, il devient enfant de chœur de sa paroisse et il entre, en octobre 1880, au petit séminaire de Bastogne où il est désigné clerc-sacristain. Vers 1883, son père meurt tandis qu'il est âgé de 15 ans. En octobre 1887, il entre au Grand Séminaire de Namur, et, alors sous-diacre, il est détaché comme surveillant au Collège Saint-Joseph de Virton. Le 15 août 1890 se déroule son ordination et, ayant réintégré ensuite le Collège de Virton, il est nommé préfet de discipline en octobre de la même année. Apprécié de tous, on l'appelle « Chef », non tant par déférence que par un souci de le doter d'un « aimable sobriquet ». En 1902, la cure de Robelmont lui est confiée. Sa mère meurt à cette époque. Le 19 mars 1909, il devient le curé de la paroisse de Mussy-la-Ville. Tout dévoué à ses ouailles, il avait coutume de dire: « Si vous avez à me parler, ne craignez pas de venir. Jusque minuit, vous me trouverez toujours debout ».

### Invasion de la Belgique
En août 1914, la Belgique est envahie. Jean-Vital Alexandre organise alors dans sa paroisse une antenne de la Croix-Rouge pour venir en aide aux blessés. Le 21 août 1914, les Allemands occupent le sud-est de Mussy-la-Ville et les Français se sont amassés au sud-ouest. Les premiers engagements se déroulent le soir. Jean-Vital Alexandre, à bord d'une ambulance hippomobile, part aussitôt secourir les soldats français. Douze blessés français sont ainsi secourus et transférés à l'école des religieuses de Mussy-la-ville transformée en hôpital de campagne. Vers minuit, un Uhlan grièvement blessé au crâne est amené au dispensaire,. À l'aube, le 22 août 1914, trois hommes, dont le Uhlan, sont morts. Jean-Vital Alexandre, ignorant que se sera la dernière, célèbre la messe de bonne heure,.

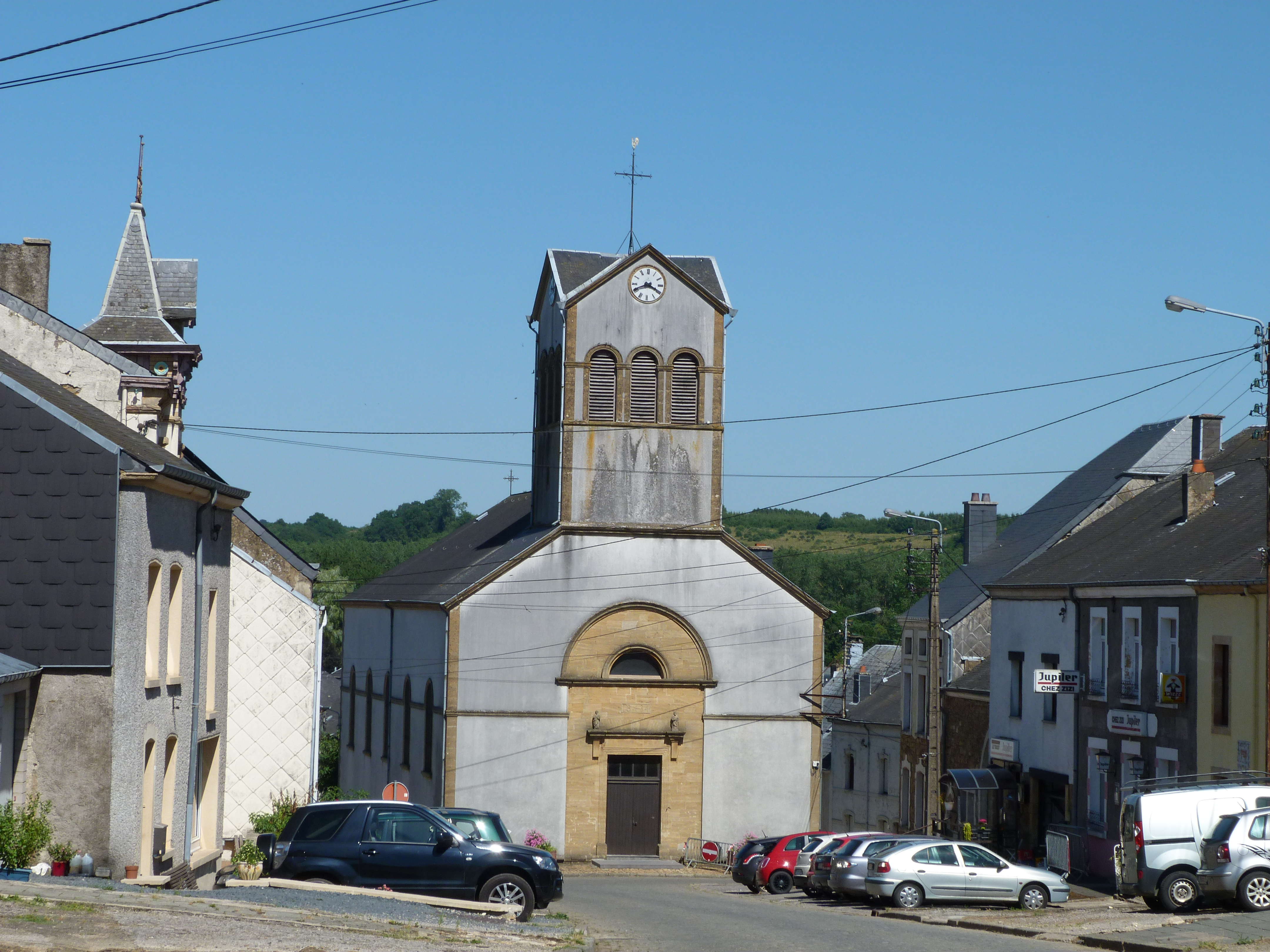
L'église de Mussy-la-Ville.

Les pertes françaises sont considérables dans la région de Mussy-la-Ville, Signeulx et Baranzy, le 113e régiment d'infanterie a perdu deux-tiers de ses troupes. La seule 2e compagnie du 1er bataillon ne compte désormais plus que quinze hommes sur deux cent cinquante, les autres ayant été tués ou faits prisonniers.
Vers 10 h, le matin du 23 août, les Allemands pénètrent dans Mussy par la route venant de Baranzy. Ils incendient les maisons et tuent des civils. Deux officiers médecins allemands vont sur la Grand'Place, ils souhaitent visiter les hôpitaux de campagne. Le bourgmestre, Edouard Leclère, et Jean-Vital Alexandre vont à leur rencontre. Ils montrent la salle de l'école communale et l'école des Religieuses aménagées pour accueillir les blessés et sont même félicités pour la qualité de leur prise en charge,.
Soudain, un Hauptmann surgit sur un cheval blanc lancé au galop dans les rues de Mussy: on a tiré sur leur Croix-Rouge, le képi d'un médecin a été éraflé et le cavalier crie avoir entendu les balles siffler à ses oreilles. Les Allemands arrêtent aussitôt le bourgmestre qui s'indigne expliquant que toutes les armes des habitants ont été consignées au bureau communal. Il prend même à témoin le curé, Jean-Vital Alexandre, qui explique derechef avoir instamment demandé à ses paroissiens de faire consigner leurs armes et d'avoir été entendu. Le curé est arrêté à son tour. Un officier lui arrache alors son brassard en le traitant de mauvais prêtre qui fait tirer les habitants sur leurs soldats. Le ton monte, on emmène le bourgmestre. Jean-Vital Alexandre s'écrie: « Laissez donc un père de famille : prenez-moi ! ». Un soldat braque alors son arme en direction du bourgmestre. Les chefs discutent entre eux, ils se ravisent et décident de diligenter une enquête. Si des armes sont trouvées, tous seront fusillés,.

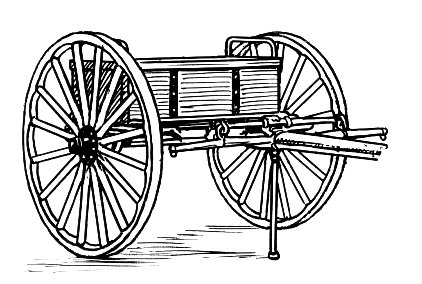
Un caisson hippomobile tel qu'utilisé par l'artillerie en 1914.

Ils sont amenés sous escorte sur la route de Signeulx où ils rejoignent un autre groupe d'otages. Ils sont placés face à un mur avec interdiction formelle de se retourner. Jean-Vital Alexandre s'écrie à nouveau: « Tuez-moi, fusillez-moi ; mais de grâce, épargnez mes paroissiens ». Pendant trois-quarts d'heure, ils sont mis en joue puis les armes se rabaissent avant de les pointer à nouveau. Tout à coup, un ordre tombe et tous sont relaxés. L'abbé et le bourgmestre retournent à leurs blessés. Les allemands demandent au curé d'aménager son église en dispensaire, les deux autres locaux étant devenus trop exigus,.
Vers 16 h, un nouvel incident survient lorsque des tirs, venus d'on ne sait où, prennent pour cible des troupes allemandes qui stationnent dans la grand'rue. Le bourgmestre est à nouveau arrêté. Il clame à qui veut l'entendre qu'il répond de sa population et qu'il ne peut que s'agir de troupes françaises embusquées dans les parages. L'affaire en reste là mais trente minutes à peine plus tard, une salve plus importante encore retentit. Leclère et l'abbé Alexandre sont alors au presbytère. Leclère se précipite suivi par le curé en criant « Mais ce sont les Français, vous voyez bien que ce sont les Français ! ». Les deux hommes sont saisis à la gorge et arrêtés. Leclère est emmené au lieu-dit La Sorache pensant bien que sa dernière heure avait sonné mais contre toute attente, il est libéré vers 10 h du soir tandis que tout le haut de Mussy est la proie des flammes.

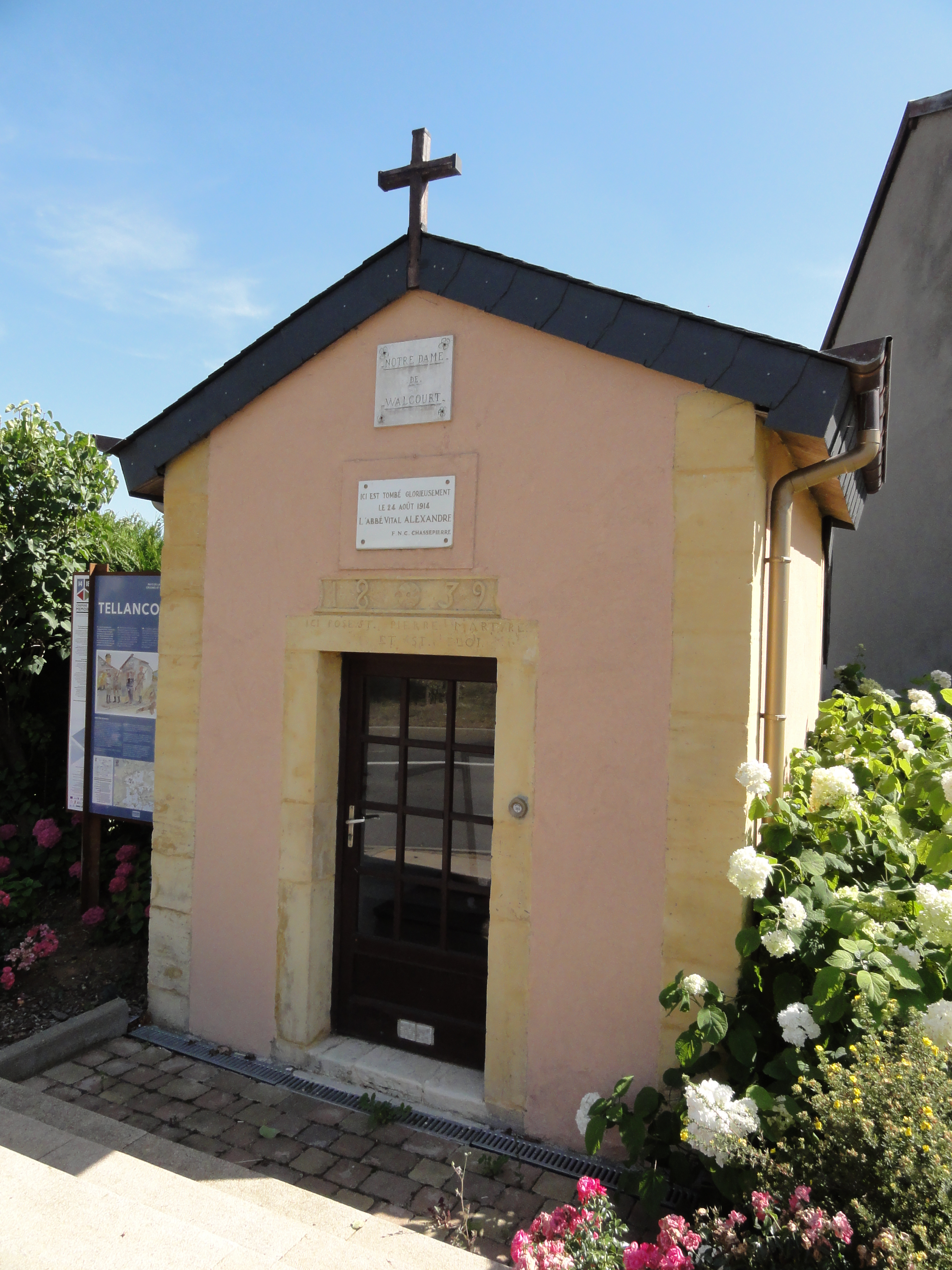
La chapelle Notre-Dame de Walcourt à Tellancourt en 2015.

Jean-Vital Alexandre a, quant à lui, été emmené dans une autre direction, sur la butte opposée, vers Baranzy. Il est vu vers trois heures du matin dans un camp que les Allemands ont établi sur une colline. Vers 4 heures et demi, plusieurs témoins le voient passer et repasser à Willancourt au milieu des troupes allemandes, attaché sur un caisson. Entre 5 et 6 h du matin, il traverse sur le même attelage les ruines fumantes de Mussy-la-Ville. Le convoi fait route ensuite vers Signeulx où une dame tente de lui donner un café mais elle est repoussée à coups de crosse. Ils passent la frontière à Ville-Houdlémont où une dame, plus chanceuse, parvient à lui donner un peu de vin. Ils traversent Buré-la-Ville. Le convoi fait halte à Saint-Pancré où il demande à boire à un soldat qui lui lance à la figure le fond du seau qui avait servi à désaltérer sa monture. Il passe la nuit du 23 au 24 en bivouac dans les bois de Saint-Pancré,.

### Les dernières heures
Le matin du 24, ils sont à Tellancourt. À l'entrée du village, sur la route qui relie Longwy à Longuyon se trouve une chapelle dédiée à Notre-Dame de Walcourt que les habitants appellent Chapelle Sainte-Fine. Derrière celle-ci se trouvent quelques arbres, Jean-Vital Alexandre restera attaché, sans nourriture ni boisson, à l'un de ceux-ci toute la journée du 24. Le soir, on le jette à demi-mort dans la petite chapelle pour y passer la nuit.
Deux autres détenus le rejoignent bientôt, il s'agit du vieux prêtre de Lexy, l'abbé Eugène Jacob et du maire de la localité, E. Herbin. Les deux hommes découvrent l'Abbé Alexandre dans la plus complète dépression, n'ayant pas mangé depuis plusieurs jours et ayant eu à subir les plus odieux traitements. De temps à autre, l'abbé Alexandre est traversé par des crises violentes qui le poussent à vouloir sortir pour plaider leur cause mais les sentinelles le repoussent à coups de crosse,. Déraisonnant un peu, il répète à plusieurs reprises : « Demain, vous irez trouver mon collègue, mon grand ami, le curé de Musson et vous lui direz que je suis mort en brave pour la Belgique !... ». Vers 20 h, le vieux curé et le maire sont extraits de la chapelle pour un interrogatoire et entendre leur jugement. Le tribunal siège chez Léoche, en face de la chapelle, les débats se déroulent jusqu'à minuit, les faits sont graves et de nature à entraîner une condamnation à mort : on a retrouvé une arme au presbytère de Lexy. La sentence tombe: « Vous ne serez pas fusillés » mais déportés en Allemagne. Ils ne reverront pas leur compagnon d'infortune. Après cette dernière nuit d'agonie, l'Abbé Alexandre est extrait de la chapelle le 25 août vers 4 h du matin. Il est fusillé sur le seuil même de celle-ci. Une habitante assiste à la scène, on la fait venir: « Prêtre tiré sur nos troupes... Bien mérité, ».

### Sépulture

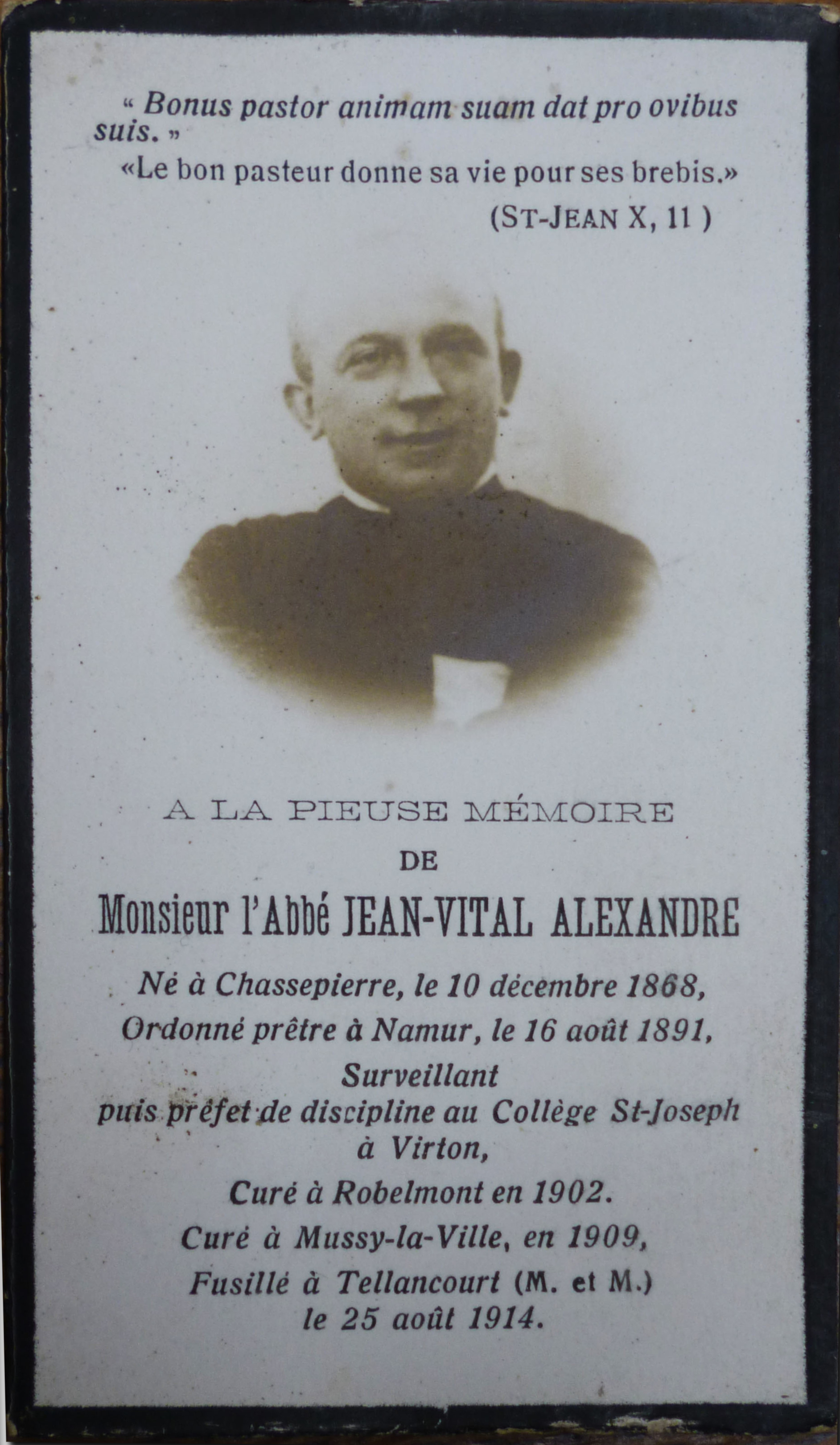

La dépouille de Jean-Vital Alexandre est jetée dans une fosse creusée à proximité, presque à fleur de sol. Mi-septembre 1914, deux paroissiens partis à la recherche de leur curé de Mussy se rendent à Tellancourt. Ils ont en effet entendu dire qu'un curé dont l'identité n'était pas connue y avait été enseveli. Dans leur fouille préliminaire, il ne prennent sur le corps qu'une bottine qu'ils vont présenter à la vieille et dévouée Ludivine qui était la servante de l'Abbé Alexandre. Elle la reconnait immédiatement. Le 8 octobre 1914, on procède à une mise en bière et d'autres effets personnels du curé de Mussy sont identifiés. Le corps présente deux blessures par balles, une sous l'œil droit, l'autre au cœur. Le cercueil est placé au même endroit dans une fosse. Les paroissiens récupèrent dans la chapelle les liens ayant servi d'entraves à l'infortuné curé,.
Après la guerre, le 7 mai 1919, la dépouille est transférée à Mussy-la-Ville et des funérailles officielles ont lieu. Le curé de Willancourt fait l'éloge funèbre. Il est enterré le lendemain à Chassepierre, sa cité natale, après une messe et un discours du doyen de Florenville,.

## Reconnaissances
- Commandeur de l'ordre de l'Empire britannique
- Une messe haute anniversaire a été instaurée à perpétuité en date du 25 février 1920[21].
- Le 28 août 1921, un monument commémoratif est inauguré à la mémoire des héros et victimes de la guerre sur la place de Mussy[21].
- Chevalier de l'Ordre de Léopold[22].
- Citation à l'Ordre du jour de la Nation[22].
- Croix civique de 1re classe 1914-1918[22].
- Une place porte son nom à Mussy-la-Ville : Place Abbé-Vital-Alexandre
- Une rue porte son nom à Tellancourt : Rue de l'Abbé Vital Alexandre